# Четыре Двора (Арский район)
Четы́ре Двора́ (тат. Дүртөйле) — посёлок в Арском районе Республики Татарстан, в составе Урнякского сельского поселения.

## Этимология названия
Топоним произошёл от татарских слов «дүрт» (четыре) и «өй» (дом, изба, жилище).

## География
Посёлок находится на реке Казанка, в 16 км к северо-востоку от районного центра, города Арска.

## История
Посёлок основан в конце XVIII века выходцами из села Казанбаш. В дореволюционных источниках упоминается также под названием Каменный Завод.
До 1860-х годов жители относились к сословию государственных крестьян. Основные занятия жителей в этот период – земледелие и скотоводство, была распространена торговля.
В начале XX века в посёлке функционировали водяная мельница, 2 пивные, казенная винная и бакалейно-мануфактурная лавка. В этот период земельный надел сельской общины составлял 83,3 десятины.
До 1920 года посёлок входил в Кармышскую волость Казанского уезда Казанской губернии. С 1920 года в составе Арского кантона ТАССР. С 10 августа 1930 года в Арском районе.

## Население
| 1859 | 1897 | 1908 | 1920 | 1938 | 1949 | 1958 | 1970 | 1979 | 1989 | 2002 | 2010 | 2015 |
| ---- | ---- | ---- | ---- | ---- | ---- | ---- | ---- | ---- | ---- | ---- | ---- | ---- |
| 33   | 56   | 70   | 64   | 57   | 58   | 75   | 43   | 29   | 16   | 10   | 5    | 11   |

Национальный состав посёлка: татары.

## Известные уроженцы
Ф. Ф. Замалиева (р. 1958) – биолог, доктор сельскохозяйственных наук, лауреат Государственной премии РТ, заслуженный агроном РТ.